# Georges Albert Bazaine-Hayter
Pour les articles homonymes, voir Hayter, Bazaine et Famille Bazaine.
Georges Albert Bazaine-Hayter (Amiens, 4 décembre 1843 - 2 février 1914) est un général français.
Il est par ailleurs le petit-fils du polytechnicien et ingénieur des ponts et chaussées Pierre-Dominique Bazaine (1786-1838), qui a effectué toute sa carrière dans l'Empire russe, notamment à Saint-Pétersbourg, dans le cadre d'un accord entre les empereurs Napoléon Ier et Alexandre Ier, le fils de Pierre-Dominique Bazaine (1809-1893), polytechnicien, ingénieur des ponts et chaussées et pionnier des chemins de fer français, et le neveu du maréchal François Achille Bazaine, dont il fut l'aide de camp pendant l'Expédition du Mexique et aussi durant la Guerre franco-prussienne de 1870.

## Biographie
Engagé en juillet 1862, il est nommé sous-lieutenant en 1864, lieutenant en 1866, capitaine en 1872, chef de bataillon en 1883, lieutenant-colonel en 1890 et colonel en 1894. Il devient enfin, le 7 octobre 1899, général de brigade. Il sera nommé gouverneur adjoint de la place de Nice (1901-1902), puis commandant de la 57e brigade (1903). Le 9 octobre 1903 il est promu général de division. En janvier 1904, il est nommé commandant la 10e Division d'infanterie (5e corps d'armée) et membre des comités techniques de l'infanterie et des troupes coloniales. Enfin il commande le 13e corps d'armée en 1906, puis le 4e CA en 1907.  
Voici comment il juge dans un écrit la situation en 1870 : "Nous n'avions aucune préparation : pas de chevaux pour atteler les parcs de réserve d'artillerie et les équipages de pont, pas d'outils pour creuser les tranchées ; nos mitrailleuses arrivaient directement des manufactures et les servants en ignoraient l'emploi ; notre artillerie était inférieure en nombre, en efficacité, en portée, impuissante : nous n'avions pas de trains de vivres régulièrement constitués. Nos formations de combat, déjà vieilles en 1859, démodées et routinières ; nos règlements, en retards de trente ans ; notre commandement à tous les degrés brave, mais ignorant, sans doctrine, sans initiative : voilà les causes de nos défaites, de toutes nos défaites".
Malgré sa connexion familiale avec le Maréchal Bazaine, il a eu une carrière militaire réussie et a coécrit plusieurs traités sur les tactiques d'infanterie. Il était aussi un critique du manque de préparation de l'armée française devant la menace constituée par l'Empire allemand. Il était un des pionniers de l'aviation militaire et un supporter des frères Wright quand ils ont visité Camp d'Auvours, Le Mans (le camp de 4e corps) en (1908), quand Wilbur Wright réalise de nombreux essais de vol pour la première fois en Europe à bord de son Flyer III A.

## Publications
- La Nation Armée : Leçons Professées à L'École des Hautes Études Sociales, Bazaine-Hayter et al (Paris) Felix Alcan 1909[3]
- L'Infanterie à la Guerre (Paris) Chapelot & Cie 1911[4]